# حملات پهپادی در یمن
حملات هواپیماهای بدون سرنشین ایالات متحده در یمن پس از حملات ۱۱ سپتامبر ۲۰۰۱ از سوی ایالات متحده آغاز شد، زمانی که ارتش ایالات متحده به حضور شبه نظامیان اسلامگرا در یمن، به ویژه القاعده در شبه جزیره عربستان با استفاده از جنگ‌افزارهای بدون سرنشین حمله کرد.
با مداخله عربستان سعودی در یمن، ائتلاف تحت رهبری عربستان سعودی نیز با استفاده از هواپیمای‌های بدون سرنشین به شورشیان حوثی حمله کرد. جنبش حوثی همچنین از جنگ پهپادی برای حمله به ائتلاف سعودی و نیروهای دولتی طرفدار یمن استفاده کرده‌است.

## زمینه
ایالات متحده برای اولین بار گفت که در نوامبر۲۰۰۲ با همکاری و تأیید دولت یمن از کشتار هدفمند استفاده کرده‌است. در ۵ نوامبر۲۰۰۲،عوامل القاعده در خودرویی که از طریق یمن در حال حرکت بود، در یک قتل هدفمند توسط موشکی که از یک هواپیمای بدون سرنشین پریداتور تحت کنترل سیا پرتاب شد، کشته شدند.
در سال ۲۰۰۴، برنامه روابط بین‌الملل شرکت پخش استرالیا (ABC-TV)،خبرنگار خارجی،قتل هدفمند و دخالت سفیر ایالات متحده را به عنوان بخشی از گزارشی تحت عنوان «گزینه یمن» مورد بررسی قرار داد. این گزارش تاکتیک‌ها و اقدامات متقابل در حال تحول در مقابله با حملات الهام گرفته از القاعده را بررسی می‌کند.
به گزارش تایمز، در سال ۲۰۱۰، ایالات متحده با همکاری مقامات یمنی، چهار موشک کروز به سمت اهداف مشکوک تروریستی در یمن شلیک کرد. به گزارش تایمز، یمن پس از آن که یکی از موشک‌ها یکی از رهبران قبیله طرفدار یمن، شیخ جابر الشبوانی، معاون استاندار استان مارب را کشته و منجر به روی آوردن قبیله وی علیه دولت یمن شد، از ایالات متحده خواست تا حملات را متوقف کند.تایمز همچنین اعلام کرد که نیروهای ویژه ایالات متحده در یمن در حال کمک به شکار عوامل القاعده هستند.
تخمین زده می‌شود که ۹۸حمله پهپادی ایالات متحده از سال ۲۰۰۲ تا ۲۰۱۵ در یمن انجام شده‌است: ۴۱حمله در سال۲۰۱۲، ۲۶ حمله در سال ۲۰۱۳ و ۱۴ مورد در سال 2014.

## جدول زمانی

### ۲۰۰۲
در اوایل سال ۲۰۰۲،دولت بوش با اعزام حدود ۱۰۰ نیروی عملیات ویژه به یمن موافقت کرد.
شش یمن مظنون به عضویت در القاعده در خودرو خود استان مارب در ماه نوامبر سال ۲۰۰۲ توسط سازمان سیا با هواپیماهای بدون سرنشین کشته شدند. در میان کشته شدگان، قائد سلیم سینان الحارثی (معروف به ابوعلی الحارثی)، یک ستوان ارشد مظنون القاعده است که گمان می‌رود به طراح بمب‌گذاری در اکتبر ۲۰۰۰انفجار یواس‌اس کول کمک کرده‌است. الحارثی در فهرستی از اهدافی قرار داشت که دستگیری یا کشتن آنها به دستور رئیس‌جمهور آمریکا جرج دبلیو بوش صادر شده بود. و همچنین کمال درویش (ملقب به احمد حجازی).

### ۲۰۱۰
در ماه مه۲۰۱۰، یک حمله اشتباه هواپیماهای بدون سرنشین ایالات متحده که تروریست‌های القاعده را در وادی ابیده یمن هدف قرار داد، منجر به کشته شدن پنج نفر شد، از جمله جابر الشبوانی، معاون فرماندار استان مأرب که بین دولت و شبه نظامیان میانجیگری می‌کرد. این قتل چنان خشم عشایر شبوانی را برانگیخت که در هفته‌های بعد آنها با نیروهای امنیتی دولتی جنگیدند و دو بار به یک خط لوله نفتی در مارب حمله کردند.

### ۲۰۱۱
در ۵می۲۰۱۱، موشکی که از یک هواپیمای بدون سرنشین آمریکایی شلیک شد، عبدالله و مصاد مبارک، برادرانی که احتمالاً از شبه نظامیان القاعده بودند، کشته شدند. موشک به خودروی آنها اصابت کرد و هر دو فوراً جان باختند. هدف این حمله کشتن انور العولقی، مبلغ القاعده بود، اما او در این حمله مورد اصابت قرار نگرفت.
در ۳ ژوئن۲۰۱۱، جت‌های سرنشین دار آمریکایی (یا پهپادها) به علی عبدالله ناجی الحارثی، یکی از عوامل سطح متوسط القاعده، و چندین مظنون شبه‌نظامی دیگر، از جمله عمار آباده ناصر الوائلی، در حمله‌ای در جنوب حمله کردند و آن را کشتند. بنا بر گزارش‌ها، چهار غیرنظامی نیز در این حمله کشته شدند که بنا بر گزارش‌ها توسط نیروهای ویژه آمریکایی و مأموران سیا مستقر در صنعا انجام شده بود. به گزارش آسوشیتدپرس، در سال ۲۰۱۱، دولت ایالات متحده شروع به ساخت یک پایگاه هوایی در نزدیکی یا در یمن کرد که در آن سیا و ارتش ایالات متحده قصد دارند هواپیماهای بدون سرنشین را بر فراز یمن عملیاتی کنند. این پایگاه در ام الملح، درست در شمال یمن در داخل عربستان سعودی واقع شده‌است.واشینگتن پست گزارش داد که ایالات متحده قبلاً از پایگاهی در جیبوتی برای پرواز هواپیماهای بدون سرنشین بر فراز یمن استفاده می‌کرد، در حالی که وال استریت ژورنال گزارش داد که یک پایگاه پهپاد آمریکایی در سیشل می‌تواند برای پرواز هواپیماهای بدون سرنشین بر فراز یمن استفاده شود.
به گفته ساکنان محلی و مقامات دولتی آمریکایی و یمن که نامشان فاش نشده‌است، در ۱۴ ژوئیه۲۰۱۱ هواپیماهای سرنشین دار ایالات متحده (یا پهپادها) به یک ایستگاه پلیس در مودیه، استان ابین که توسط شبه نظامیان القاعده اشغال شده بود، حمله کردند و آن را منهدم کردند. رسانه‌ها و دولت یمن در مورد تعداد تلفات که بین ۶ تا ۵۰ کشته تخمین زده می‌شود، گزارش‌های متناقضی ارائه کردند. گزارش شده‌است که در همان روز و در همان نزدیکی، موشک‌های پهپاد به خودروی فهد القصو، رهبر القاعده یمن اصابت کردند، اما القصو از این حمله جان سالم به در برد.
در ۱ اوت۲۰۱۱، پهپادهای آمریکایی و طبق گزارش‌ها هواپیماهای یمنی سه هدف را با بمب و موشک در یمن جنوبی مورد حمله قرار دادند که در نتیجه آن ۱۵ شبه نظامی مشکوک القاعده کشته و ۱۷ نفر دیگر زخمی شدند. مکان‌های مورد هدف شامل الوحده، العمودیه و الخمیله در استان ابین بود. یکی از کشته شدگان ناصر الشدادی رهبر شبه نظامیان گزارش شده‌است. به گزارش یمن پست، «حداقل ۳۵ حمله پهپادی آمریکا در یمن طی دو ماه گذشته گزارش شده‌است».
در ۲۴ اوت ۲۰۱۱، هواپیماهای ناشناس به شبه نظامیان مشکوک القاعده در نزدیکی زنجبار حمله کردند. بر اساس گزارش‌ها، در این حملات ۳۰ شبه نظامی کشته و ۴۰ تن دیگر زخمی شدند.
به گفته مقامات یمنی همان‌طور که در نشریه جنگ بزرگ گزارش شده‌است، حملات هوایی ایالات متحده در جنوب شرقی استان ابین در ۳۰ اوت تا ۱ سپتامبر۲۰۱۱ باعث کشته شدن ۳۰شبه نظامی القاعده شد. گزارش‌ها حاکی از آن است که این شبه نظامیان در حال نبرد با نیروهای ارتش یمن بودند.
بر اساس گزارش‌ها، دو حمله هوایی توسط هواپیماهای آمریکایی در ۲۱ سپتامبر۲۰۱۱ چهار مبارز القاعده در ابین و هفت مبارز القاعده در شقره کشته شدند.
در ۳۰ سپتامبر ۲۰۱۱، موشک‌های پهپاد آمریکایی چهار نفر از جمله انور العولقی مبلغ القاعده را در استان الجوف کشتند. در این حمله همچنین سمیر خان، سردبیر آمریکایی‌تبار مجله اینسپایر کشته شد. این حمله اولین بار شناخته شده بود که ایالات متحده عمداً شهروندان آمریکایی را در یک حمله هواپیمای بدون سرنشین هدف قرار داد.
حمله پهپادی گزارش شده به مخفیگاه‌های شبه نظامیان در شرق زنجبار، مرکز استان ابین، در ۵ اکتبر ۲۰۱۱، پنج ستیزه‌جوی القاعده را کشت. به گفته مقامات دولتی یمن، در حمله هوایی آمریکا در ۱۴ اکتبر ۲۰۱۱، هفت شبه نظامی القاعده از جمله ابراهیم البنا مصری الاصل، مسئول رسانه ای القاعده کشته شدند.
در ۱۴ اکتبر ۲۰۱۱، یک حمله پهپاد مشابه پسر ۱۷ ساله العولقی، عبدالرحمن العولقی و هشت نفر دیگر را کشت.
بنا بر گزارش‌ها، یک حمله هواپیمای بدون سرنشین در ۲۲ دسامبر ۲۰۱۱ در نزدیکی زنجبار، عبدالرحمن الوحیشی، یکی از بستگان ناصر الوحیشی، رهبر القاعده یمن، کشته شد. گزارش شده‌است که هشت ستیزه‌جو دیگر در ۱۷ دسامبر ۲۰۱۱ در یک حمله هوایی در نزدیکی جعار

### ۲۰۱۲
یک حمله هوایی که بنا بر گزارش‌ها توسط هواپیماهای آمریکایی در ۳۱ ژانویه ۲۰۱۲ در نزدیکی شهر لودر در استان ابین انجام شد، ۱۱ شبه نظامی القاعده را کشت. بر اساس گزارش‌ها، کشته شدگان شامل عبدالمنعم الفتانی، یکی از شرکت کنندگان در بمباران یو اس اس کول است.

جنگ داخلی یمن (۱۱-۰۳-۲۰۱۲) قلمرو تحت کنترل القاعده در شبه جزیره عربستان و انصار الشریعه (تان) بخش زیادی از شرق یمن را شامل می‌شد.

لانگ وار ژورنال گزارش داد که در سال ۲۰۱۲، ایالات متحده اولین حملات پهپادی خود را علیه القاعده در استان حضرموت در ماه مه۲۰۱۲ انجام داد، از اواسط ماه مه تا پایان سال، ایالات متحده هفت حمله را در این استان انجام داد در مجموع ۴۱ مورد حملات هواپیماهای بدون سرنشین که در یمن در سال ۲۰۱۲ انجام داد.
هواپیماهای بدون سرنشین در طی سه روز از ۹ تا ۱۱ مارس۲۰۱۲ سه حمله انجام دادند. اولین حمله یک مخفیگاه القاعده در نزدیکی البیضه، استان بیضه را هدف قرار داد که بنا بر گزارش‌ها، عبدالوهاب الحمیقانی، رهبر محلی القاعده و ۱۶تن از ستیزه جویانش کشته شدند. حمله دوم به جعار در استان ابین اصابت کرد که بر اساس گزارش‌ها ۲۰ جنگجوی القاعده کشته شدند. حمله سوم، همچنین در جعار، سه شبه‌نظامی القاعده را کشته و محل ذخیره سلاح‌هایی را که القاعده یک هفته قبل پس از تسخیر پایگاه نظامی یمن در الکود تصرف کرده بود، هدف قرار داد. چهارمین حمله هواپیمای بدون سرنشین در ۱۴ مارس۲۰۱۲ در البیضه گزارش شده‌است که چهار ستیزه‌جوی القاعده را در یک خودرو کشته‌است.
در ۱۱ آوریل، ۱۴ ستیزه‌جو در یک حمله هواپیمای بدون سرنشین در شهر لودر، در شمال شرقی زنجبار، استان ابین کشته شدند. یک حمله هواپیمای بدون سرنشین در ۲۲ آوریل، در منطقه الصمده، در نزدیکی مرز استان‌های مارب و الجوف، رهبر ارشد القاعده، محمد سعید العمده (همچنین به نام غریب التعیزی) کشته شد.
در ۶ مه ۲۰۱۲، یک حمله مشکوک هواپیمای بدون سرنشین ایالات متحده باعث کشته شدن فهد محمد احمد القصو و یکی دیگر از شبه نظامیان القاعده در استان شبوه جنوبی شد.

### ۲۰۱۳
در سال۲۰۱۳ مورد از ۲۶ حمله در یمن، در استان حضرموت انجام شد.
در اواخر ژوئیه، مقامات ایالات متحده یک توطئه القاعده (منشأ گرفته از یمن) را کشف کردند که باعث شد ایالات متحده بیش از ۲۰ سفارتخانه و تأسیسات دیپلماتیک را در سراسر آفریقا، خاورمیانه و آسیا ببندد. در پاسخ، بین ۲۷ ژوئیه و ۱۰ اوت، ایالات متحده ۹ حمله به یمن انجام داد. هیچ حمله پهپادی به مدت هفت هفته قبل از ۲۷ جولای گزارش نشده‌است. هدف از این اعتصاب‌ها برهم زدن توطئه و بیرون راندن کادر رهبری عالی القاعده و عوامل ارشد بود.
در ۱۲ دسامبر، ۱۵ نفر در یک کاروان عروسی در ناحیه رادا که در استان البیضاء قرار دارد کشته شدند. پهپاد آمریکایی به اشتباه یک کاروان عروسی را هدف قرار داد که گزارش‌های اطلاعاتی این خودروها را مظنونان سازمان القاعده شناسایی کردند. پنج نفر از کشته شدگان مظنون بودند، اما بقیه غیرنظامی بودند.

### ۲۰۱۴

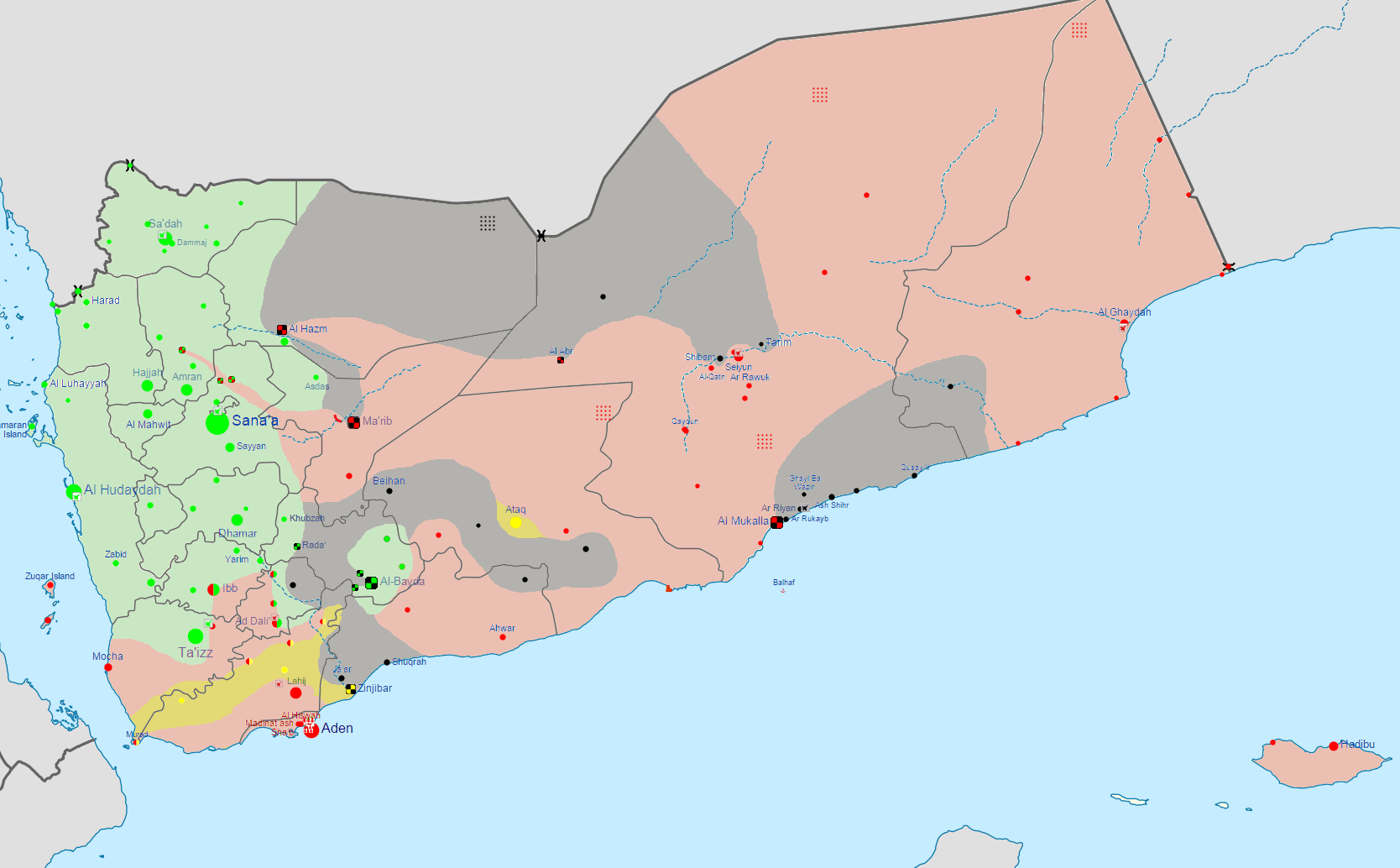
جنگ داخلی یمن (۲۵-۰۲-۲۰۱۵) قلمرو تحت کنترل القاعده (خاکستری) بخش‌هایی از استان‌های بسیاری در شرق یمن را شامل می‌شود.

در ۸ ژانویه،ژورنال لانگ وار گزارش داد که ۲ جنگنده القاعده در حمله هواپیمای بدون سرنشین ایالات متحده در حالی که با وسیله نقلیه در منطقه القطن در استان حضرموت حرکت می‌کردند، در اولین حمله پهپادی ثبت شده ایالات متحده در یمن یا پاکستان در سال کشته شدند.
در ۳ مارس ۲۰۱۴ یک حمله هوایی، که گمان می‌رود توسط یک هواپیمای بدون سرنشین آمریکایی انجام شده باشد، سه نفر مظنون به عضویت در القاعده را کشتند. مجاهد گبر صالح الشبوانی، که یکی از ۲۵ عامل تحت تعقیب القاعده یمن است، گمان می‌رود در این حمله کشته شده باشد.
بر اساس بیانیه ای که وزارت کشور یمن منتشر کرد، در ۲۰ و ۲۱ آوریل ۲۰۱۴، سه حمله پهپادی توسط ایالات متحده حداقل ۲۲ عضو مظنون القاعده را کشتند و یکی از کمپ‌های آموزشی این گروه را در جنوب یمن منهدم کردند. این گروه در بیانیه ای اعتراف کرد که در جریان این حمله پنج غیرنظامی زخمی و سه غیرنظامی کشته شده‌اند.

### ۲۰۱۵
پس از بسته شدن سفارت ایالات متحده در صنعا، مقامات ضد تروریسم ایالات متحده گفتند که سیا مجبور به کاهش عملیات خود در یمن شده‌است. از حدود ۲۰۰ آمریکایی مستقر در سفارت، «ده‌ها نفر» برای سیا کار می‌کردند.
در ۱۲ ژوئن ۲۰۱۵، یک حمله پهپاد آمریکایی نصیر الوحیشی، رهبر القاعده را کشت.

### ۲۰۱۶

قلمرو جنگ داخلی یمن (کنونی) تحت کنترل القاعده (سفید) عمدتاً از طریق استان‌های حضرموت، شبوه، ابین و لاهیج به سمت غرب گسترش می‌یابد.

ایالات متحده ۳۲ حمله پهپادی به یمن را در سال ۲۰۱۶ تأیید کرد که منجر به کشته شدن ۸۸ تا ۱۲۳ نفر شد. ۱۰ یا ۱۱ حمله گزارش شده دیگر توسط ارتش تأیید نشد. این موارد منجر به مرگ ۲۳نفر شد.
در ۲۲ مارس، یک حمله هواپیمای بدون سرنشین ایالات متحده در نزدیکی مقر القاعده، شهر بندری مکلا، مرکز استان حضرموت، ۴۰ تا ۵۰ جنگجو را کشت.
در ۲۷ مارس، یک حمله هواپیمای بدون سرنشین آمریکا، ۸ جنگنده القاعده را در استان ابین جنوبی، در داخل قلمرو این گروه کشت.
در ۲۱ اکتبر، ایالات متحده اعلام کرد که پنج جنگنده القاعده را در یک حمله هوایی در استان مارب کشته‌است.

### ۲۰۱۷
مقامات امنیتی و قبیله ای گفتند که در ۲۱ ژانویه، دو حمله هواپیمای بدون سرنشین ایالات متحده، فرمانده میدانی ابو انیس العبی و دو عامل دیگر القاعده را در استان بیضا کشتند.
در ۴ مارس، هواپیماهای بدون سرنشین و هواپیماهای جنگی مسلح ایالات متحده بیش از ۳۰حمله هوایی علیه مواضع مشکوک القاعده در سه استان یمن انجام دادند.
در ۲ اکتبر ۲۰۱۷،فرماندهی مرکزی ایالات متحده اعلام کرد که یک ام‌کیو ۹ ریپر روز گذشته در غرب یمن سرنگون شده‌است. ویدئوهای محلی از این رویداد نشان می‌دهد که با موشک زمین به هوا سرنگون شده‌است.

### ۲۰۱۸
در ۶ ژوئیه ۲۰۱۸، یک حمله هواپیمای بدون سرنشین ایالات متحده، هفت شبه نظامی ادعایی القاعده را در استان شبوه کشت.

### ۲۰۱۹
در ۱ ژانویه ۲۰۱۹، جمال البداوی، عامل القاعده و همدست بمب‌گذاری یو اس اس کول ۲۰۰۰ در یک حمله هوایی دقیق ایالات متحده در استان مأرب کشته شد.
در ۲۴ ژوئن ۲۰۱۹، سه حمله پهپادی حداقل ۵ شبه نظامی را در البیضاء یمن کشتند.

### ۲۰۲۰
یک حمله هوایی ایالات متحده در ۲۵ ژانویه، در منطقه العبدیه، استان مأرب، منجر به کشته شدن فردی شد که هویت او مشخص نیست. حمله هوایی دیگر در ۲۷ ژانویه بود که عبدالله العدنی کشته شد. در ۲۹ ژانویه ۲۰۲۰،قاسم الریمی، امیر القاسم القاعده، در حالی که در یک خودرو با یکی دیگر از رهبران ارشد القاعده، ابوالبراء الابی، در یک خودرو در حال سفر بود، در منطقه یکلا در ناحیه ولد ربیع استان البیضاء کشته شد.

## انباشته
آمریکا نیوز تخمین می‌زند که در مجموع ۱۲۷ حمله هواپیماهای بدون سرنشین ایالات متحده از سال ۲۰۰۲ تا ۲۰۱۶ در یمن انجام شده‌است. ۱ حمله در ۲۰۰۲ در ۲۰۱۰، ۹ حمله در ۲۰۱۱، ۴۷ حمله در ۲۰۱۲، ۲۴ حمله در ۲۰۱۳، ۱۷ حمله در ۲۰۱۴، ۲۴ حمله در ۲۰۱۵ و در۲۰۱۶ ۴ حمله علاوه بر این، ۱۵ حمله هوایی سرنشین دار انجام شده‌است، اگرچه هواپیماهای سرنشین دار از سال ۲۰۱۲ تنها یک بار مورد استفاده قرار گرفته‌اند. لانگ وار ژورنال رقم بسیار بالاتر از ۳۳۴ را از سال ۲۰۰۹ تا ۲۰۱۸ ارائه می‌دهد.

## آمار
| سال  | حملات | تلفات      | تلفات      | تلفات    | تلفات |
| سال  | حملات | ستیزه‌جویان | غیرنظامیان | ناشناخته | جمع   |
| ---- | ----- | ---------- | ---------- | -------- | ----- |
| ۲۰۰۲ | ۱     | ?          | ?          | ?        | ?     |
| ۲۰۰۹ | ۲     | ?          | ?          | ?        | ?     |
| ۲۰۱۰ | ۲     | ?          | ?          | ?        | ?     |
| ۲۰۱۱ | ۱۲    | ?          | ?          | ?        | ?     |
| ۲۰۱۲ | ۵۶    | ?          | ?          | ?        | ?     |
| ۲۰۱۳ | ۲۵    | ?          | ۱۳         | ۱۲       | ۲۵    |
| ۲۰۱۴ | ۱۸    | ?          | ?          | ?        | ?     |
| ۲۰۱۵ | ۲۴    | ?          | ?          | ?        | ?     |
| ۲۰۱۶ | ۴۳    | ?          | ?          | ?        | ?     |
| ۲۰۱۷ | ۴۷    | ?          | ?          | ?        | ?     |
| ۲۰۱۸ | ۴۱    | ?          | ?          | ?        | ?     |
| ۲۰۱۹ | ۱۱    | ?          | ?          | ?        | ?     |
| ۲۰۲۰ | ۴     | ?          | ?          | ?        | ?     |